# Église Saint-Martin de Cunlhat
L'église Saint-Martin est une église catholique située à Cunlhat, en France.

## Localisation
L'église est située dans le département français du Puy-de-Dôme, sur la commune de Cunlhat.

## Historique
L'édifice est classé au titre des monuments historiques en 1912.